# Jeff Cameron
Jeff Cameron (eigentlich Giovanni Scarciofolo; * 11. April 1934 in Rom; † 1985 in Italien) war ein italienischer Schauspieler.

## Leben
Cameron arbeitete Anfang der 1960er-Jahre als Stuntman in mehreren Sandalenfilmen. Seit 1967 war er auch als Schauspieler tätig. Er spielte Hauptrollen in Italowestern wie Bekreuzige dich, Fremder (1967) an der Seite von Charles Southwood oder in Heute ich… morgen Du!. Demofilo Fidani engagierte ihn später oftmals für Rollen in seinen Italowestern.
Cameron trat auch unter seinem tatsächlichen Familiennamen auf, wobei er als Vornamen neben Giovanni auch Goffredo und Nino benutzte.

## Filmografie
- 1962: Kadmos – Tyrann von Theben (Arrivano i titani)
- 1962: Maciste – Die gewaltigen Sieben (Maciste, il gladiatore più forte del mondo)
- 1962: Die Rache des Ali Baba (Le sette fatiche di Ali Babà)
- 1963: Cesare Borgia (Il duca nero)
- 1963: Die Eroberung von Mykene (Ercole contro Moloch)
- 1963: Sklaven der Semiramis (Io Semiramide)
- 1963: Der Stärkste unter der Sonne (Maciste, l'eroe più grande del mondo)
- 1964: Blutgericht (La rivolta dei sette)
- 1964: Golia alla conquista di Bagdad
- 1964: Herkules gegen die Tyrannen von Babylon (Ercole contro i tiranni di Babilonia)
- 1964: Herkules – Rächer von Rom (Ercole contro Roma)
- 1964: Maciste im Reich von König Salomon (Maciste nelle miniere di re Salomone)
- 1964: Die Rache des Spartacus (Il gladiatore che sfiò l'impero)
- 1964: La rivolta dei barbari
- 1964: Die 6 Unbesiegbaren (La vendetta dei gladiatori)
- 1964: Die siegreichen Zehn (Il trionfo dei dieci gladiatori)
- 1964: Spartacus und die 10 Gladiatoren (Gli invincibili dieci gladiatori)
- 1964: Der Tribun von Rom (Coriolano, l'eroe senza patria)
- 1965: Agent 3S3 kennt kein Erbarmen (Agente 3S3: Passaporto per l'inferno)
- 1965: Adios Gringo
- 1965: Gideon und Samson (I grandi condottieri)
- 1965: Ein Loch im Dollar (Un dollaro bucato)
- 1965: Rächer der Mayas – Abenteuer in den Anden (Il vendicatore dei Mayas)
- 1965: Raumschiff Alpha (I criminali della galassia)
- 1965: Sieben gegen alle (Sette contro tutti)
- 1965: Das zehnte Opfer (La decima vittima)
- 1966: Arizona Colt
- 1966: Das Finale liefert Zorro (Zorro il ribelle)
- 1966: Eine Flut von Dollars (Un fiume di dollari)
- 1966: Heißer Tatort Tripolis (Password: Uccidete agente Gordon)
- 1966: Modesty Blaise – Die tödliche Lady (Modesty Blaise)
- 1966: Rocco – der Mann mit den zwei Gesichtern (Sugar Colt)
- 1967: Die drei Supermänner räumen auf (I fantastici 3 supermen)
- 1967: Ein Halleluja für Django (La più grande rapina del West)
- 1967: Kommissar X – Drei grüne Hunde
- 1967: Eine Kugel für Mac Gregor (Sette donne per i Mac Gregor)
- 1967: Ray Master, l’inafferabile
- 1967: Von Mann zu Mann (Da uomo a uomo)
- 1968: Bekreuzige Dich, Fremder (Straniero… fatti il segno della Croce!)
- 1968: Ed ora… raccomanda l’anima a Dio!
- 1968: Heute ich… morgen Du! (Oggi a me…… domani a te!)
- 1968: Prega Dio… e scavati la fossa!
- 1969: Sartana – Im Schatten des Todes (Passa Sartana… è l’ombra della tua morte)
- 1969: Sie kamen zu viert um zu töten (…E vennere in quattro per uccidere Sartana)
- 1971: Adios Companeros (Giù la testa… hombre)
- 1971: Für einen Sarg voller Dollars (Per una bara piena di dollari)
- 1971: Auch Djangos Kopf hat seinen Preis (Anche per Django le carogne hanno un prezzo)
- 1971: Himmelfahrtskommando in die Hölle (I giardini del diavolo)
- 1971: Quelle sporche anime dannate
- 1972: Nur der Colt war sein Gott (La colt era il suo Dio)
- 1972: Al di là dell’odio…
- 1972: Kopfgeld für einen Killer (Un bounty killer a Trinità)
- 1973: Pate der Bronx (La legge della Camorra)